# Lomariopsis guineensis
Lomariopsis guineensis là một loài thực vật có mạch trong họ Lomariopsidaceae. Loài này được (Underw.) Alston mô tả khoa học đầu tiên năm 1934.